# Bụng phệ

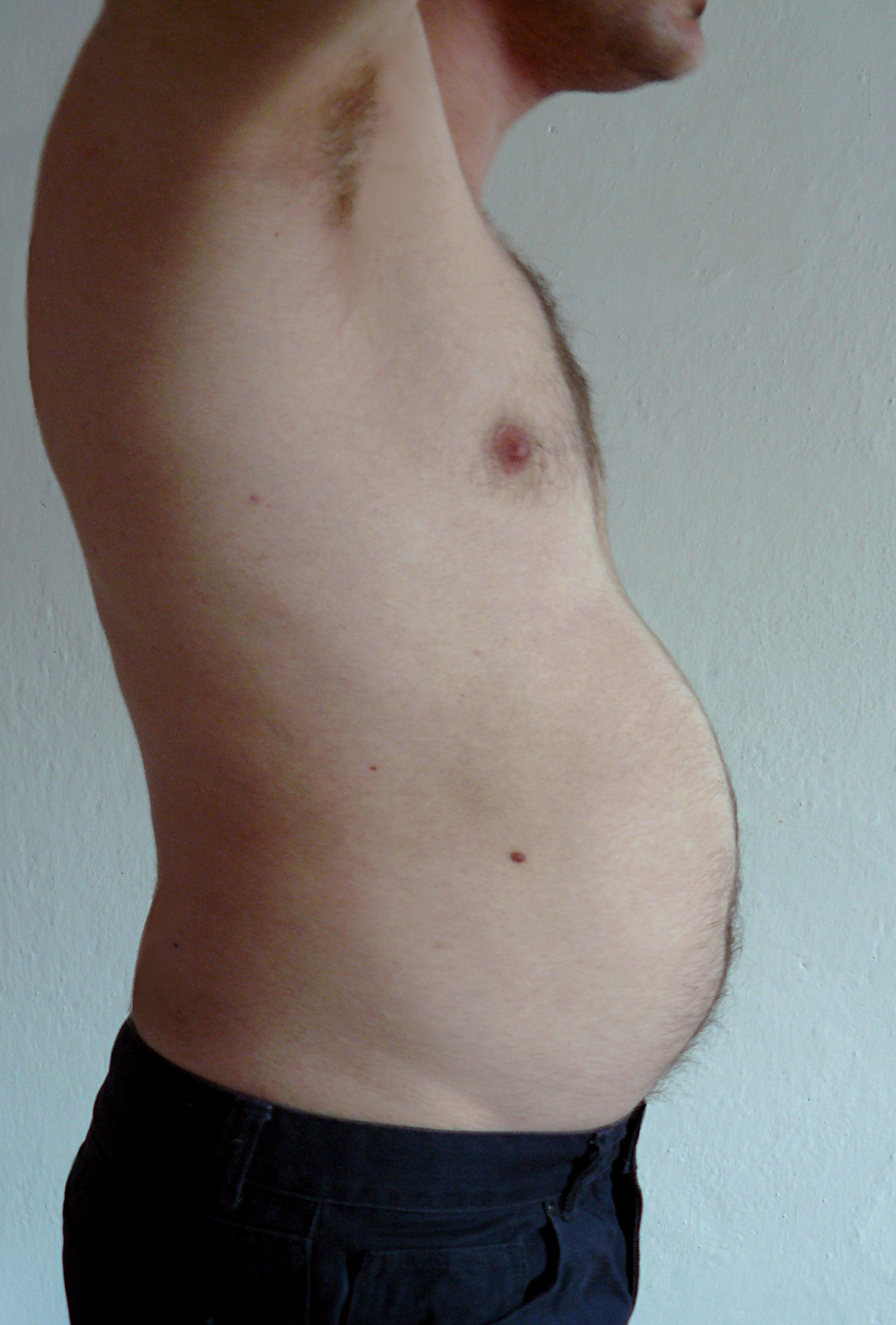
Một người đàn ông bị bụng phệ, tuy không đến mức béo phì nhưng tình trạng này gây mất thẩm mỹ (dáng xấu)

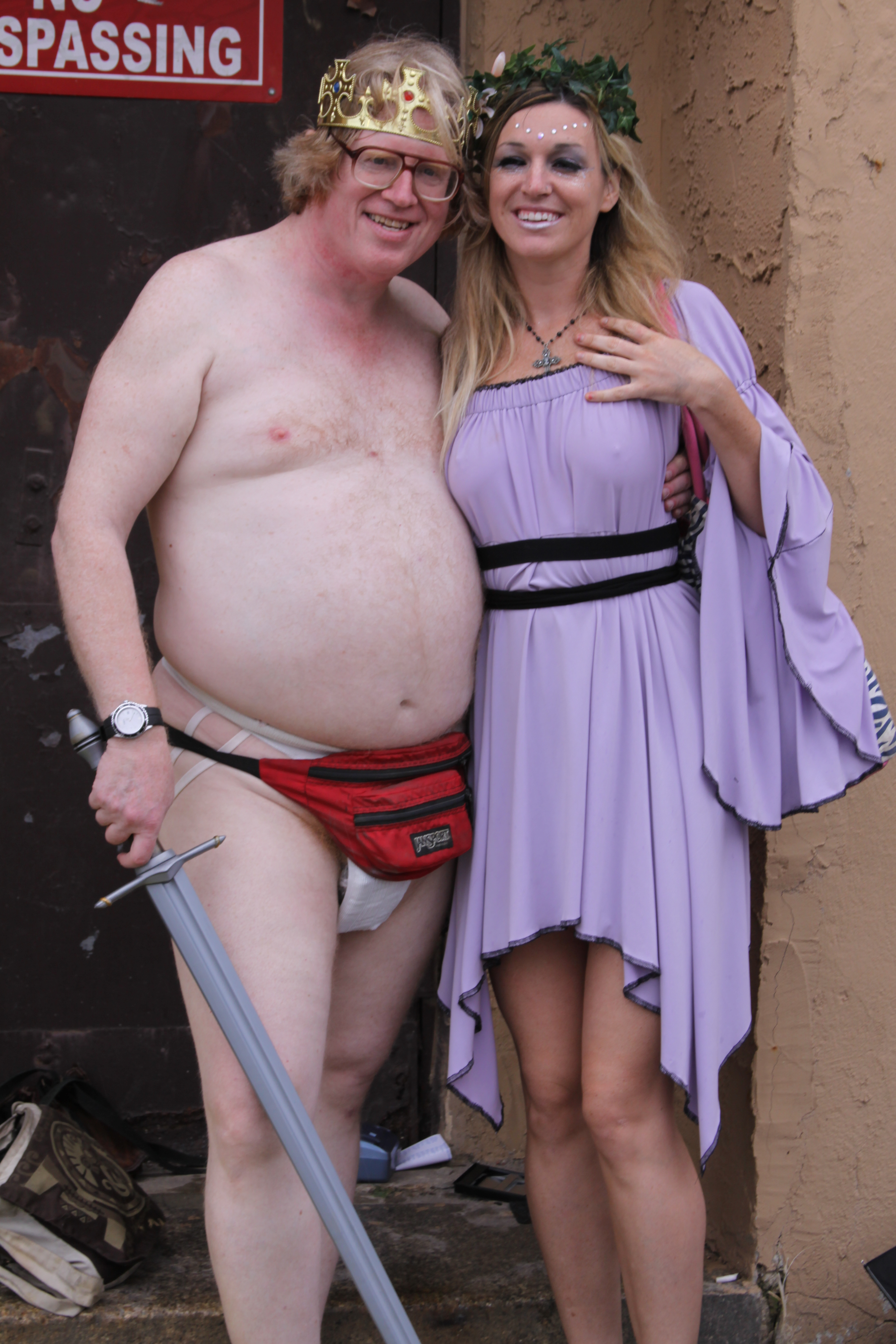
Một người đàn ông bụng phệ trong một bữa tiệc hoá trang năm 2009

Bụng phệ là một hiện tượng phần bụng của cơ thể to bất thường so với mức chung và liên quan đến hiện tượng tích mỡ bụng dẫn đến bụng căng phồng hoặc chảy sệ xuống với từng thớ thịt mỡ. Bụng phệ thường gây ra những bất tiện trong vận động, gây mất thẩm mỹ (hay còn gọi với nhiều tên khác như bụng bự, bụng béo, bụng bia, béo bụng, bụng cóc chửa), bụng phệ gắn liền với những nguy cơ về bệnh tim mạch, huyết áp, béo phì, tiểu đường và gây bất tiện trong quan hệ tình dục. Trong văn hóa những người bụng phệ thông thường được cho là những người sống trong điều kiện sung túc, ăn uống đầy đủ và cũng được nhìn nhận là những người ham ăn, phàm ăn, ăn nhiều, lười vận động và nhiều khi nó là biểu tượng của những ông quan tham lam, gắn liền với hình ảnh của con lợn.

## Mỡ nội tạng
Bụng phệ là biểu hiện của hiện tượng mỡ nội tạng (Visceral fat) hay còn gọi là mỡ bụng (Abdominal fat) là tảng mỡ nằm ở phần giữa cơ thể, ở vùng sau cơ bụng, nằm gần các cơ quan chính của cơ thể như dạ dày, gan, tuyến tụy và ruột (hay còn gọi là mỡ trong ổ bụng hoặc mỡ bên trong khoang bụng), không giống mỡ dưới da, tức phần mỡ nằm ngay bên dưới da mà thường có thể véo bằng ngón tay hoặc các dụng cụ như kẹp thì mỡ nội tạng không thể nhìn thấy hoặc chạm vào, chỉ được phát hiện khi thực hiện các thủ thuật như siêu âm, chụp hình. Việc có nhiều mỡ nội tạng hơn liên quan đến nguy cơ mắc các bệnh mãn tính cao hơn như bệnh tim, ung thư, suy giảm nhận thức, tiểu đường loại 2 và bệnh gan nhiễm mỡ. Mỡ nội tạng dễ giảm hơn mỡ dưới da vì nó chuyển hóa nhanh hơn, nghĩa là có nhiều khả năng đốt cháy mỡ nội tạng để lấy năng lượng hơn. Do không có thói quen nào có thể loại bỏ mỡ nội tạng, nên việc thay đổi lối sống hỗ trợ cân nặng khỏe mạnh là cách tốt nhất để giảm loại mỡ này. 
Lượng mỡ cơ thể cao hơn có liên quan đến lượng viêm cao trong cơ thể, do các tế bào mỡ giải phóng hormone gây viêm gọi là adipokine, chế độ ăn nhiều thực phẩm gây viêm, như carbohydrate tinh chế, thịt chế biến sẵn và thực phẩm có thêm đường gây ra mỡ nội tạng, việc ăn nhiều thực phẩm chống viêm như ăn trái cây giàu chất xơ, rau, ngũ cốc nguyên hạt, các loại đậu, các nguồn chất béo lành mạnh và protein nạc, như hải sản, sữa ít béo, trứng, các loại hạt là bước đầu giảm mỡ nội tạng. Bên cạnh đó, ăn chế độ nhiều protein góp phần tăng khối lượng cơ và giúp giảm mỡ cơ thể, để tăng khối lượng nạc cơ thể (LBM). Có mối liên hệ giữa việc tiêu thụ chất xơ và giảm mỡ. Chất xơ có nhiều trong thực phẩm có nguồn gốc thực vật, như trái cây, rau, đậu, cây họ đậu, ngũ cốc nguyên hạt, các loại hạt và hạt giống. Việc ăn uống đều đặn có thể giúp giảm cân, việc ăn sáng, ăn trưa và ăn tối cùng lúc mỗi ngày có thể tăng kết quả giảm cân, tiêu thụ cùng một lượng calo vào một thời điểm mỗi ngày có thể giảm cân. Cần kết hợp hoạt động tim mạch và tập luyện sức mạnh để giúp giảm mỡ cơ thể. Các yếu tố lối sống có liên quan đến việc giảm mỡ nội tạng và mỡ cơ thể như giảm căng thẳng, ngủ đủ giấc, ngủ sâu, giảm uống rượu và cai thuốc lá.